# Kościół w Berlinie-Lübarsie
Kościół w Berlinie-Lübarsie – protestancka świątynia w północnej części Berlina, w dzielnicy Lübars.
Obecna świątynia pochodzi z XVIII wieku, jest ona odbudową wcześniejszego kościoła, który spłonął. W latach pięćdziesiątych XX wieku zainstalowano ołtarz główny, który udaje sztukę barokową.

## Architektura
Kościół w Lübarsie jest jednym z nielicznych kościołów w okolicy, które są całkowicie otynkowane. Elewację kościoła przyozdabiają barokowe pilastry. Od zachodu dostawiona jest niewysoka wieża zwieńczona czterospadowym dachem namiotowym. Ściany kościoła we wnętrzu są praktycznie pozbawione dekoracji. W zachodniej części znajduje się empora, na sklepieniu zawieszonych jest łącznie dziewięć niewielkich żyrandoli.

## Galeria

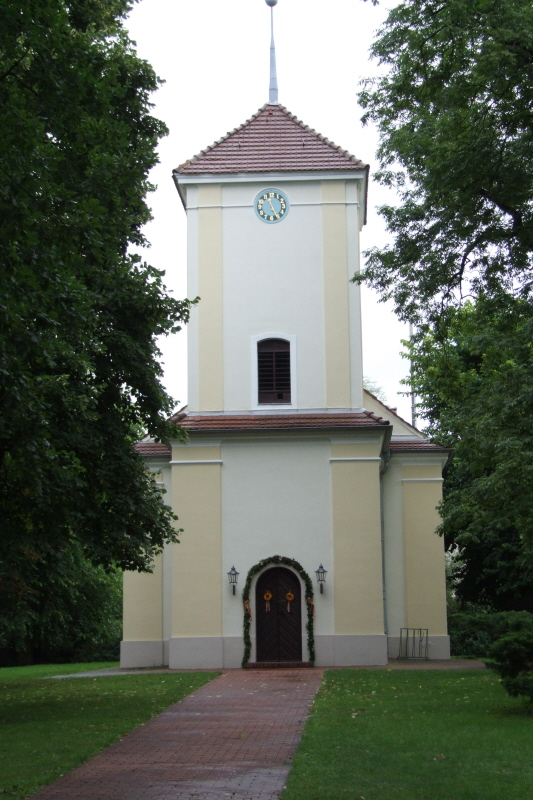
Fasada
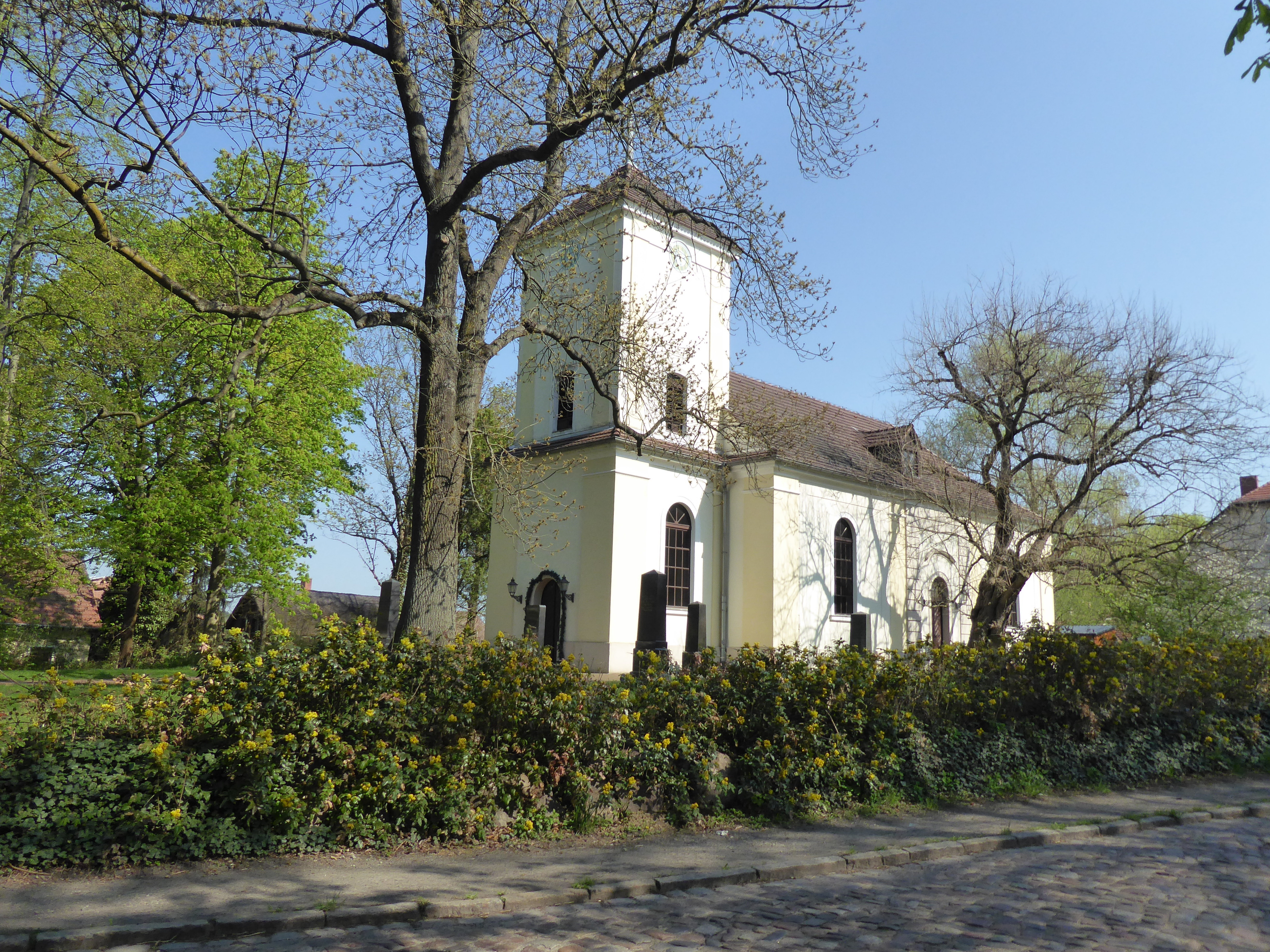
Widok z południowego zachodu
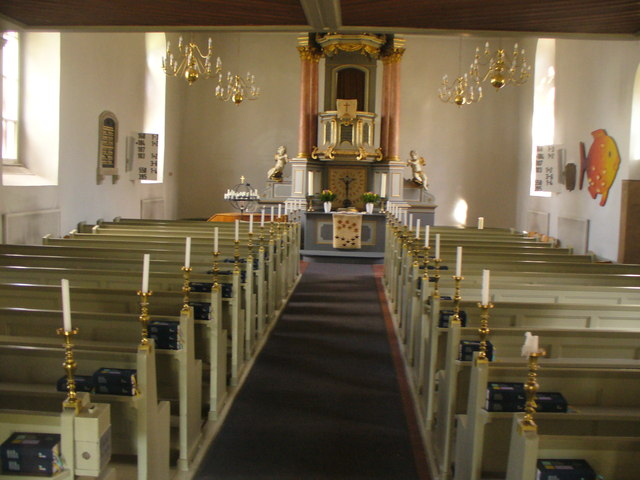
Wnętrze